# Journal of Experimental & Clinical Cancer Research
Journal of Experimental & Clinical Cancer Research is een internationaal, aan collegiale toetsing onderworpen open access wetenschappelijk tijdschrift op het gebied van de oncologie. De naam wordt in literatuurverwijzingen meestal afgekort tot J. Exp. Clin. Canc. Res. Het wordt uitgegeven door BioMed Central. Het eerste nummer verscheen in 2008.